# Кларк (Њу Џерзи)
Кларк (енгл. Clark) град је у америчкој савезној држави Њу Џерзи.

## Демографија
По попису из 2000. године број становника је 14.597.
| Група             | 2000.          | 2010.    |
| Белци             | 13.534 (92,7%) | 0 (0,0%) |
| Афроамериканци    | 44 (0,3%)      | 0 (0,0%) |
| Азијати           | 402 (2,8%)     | 0 (0,0%) |
| Хиспаноамериканци | 535 (3,7%)     | 0 (0,0%) |
| Укупно            | 14.597         | 0        |